# ستيو
ستيو (بالإيطالية: Stio)‏ هي بلدة وكومونا في مقاطعة سلرنو في منطقة كمبانية جنوب غرب إيطاليا. اعتبارًا من عام 2016 وصل عدد سكانها إلى 872 نسمة.